# Per-Erik Lindorm
Per-Erik "Perka" Lindorm, född 6 februari 1909 i Stockholm, död 23 september 1989 i Stockholm, var en svensk journalist, manusförfattare och skriftställare.
Under 1970-talet var Per-Erik Lindorm en av redaktionsmedlemmarna i radioprogrammet Svar idag, tillsammans med bland andra Ursula Richter och Håkan Norlén.
Han var äldste son till skalden Erik Lindorm (1889–1941) och Marta Lindorm, född Berg. Han blev far till två barn, Görel född 1943 och Eva född 1961. Lindorm är begraven på Norra begravningsplatsen.

## Filmmanus
- Det sägs på stan (1941)

## Filmroller
- Äppelkriget - 1971
- Semlons gröna dalar - 1976
- Sopor - 1981
- Fanny och Alexander - 1982

## Radioteater
- Bilbo - En Hobbits äventyr (radioteater, 1970) som dvärgen Bombur